# هوون (اوهایو)
هوون (به انگلیسی: Hooven) یک منطقهٔ مسکونی در ایالات متحده آمریکا است که در شهرستان همیلتون، اوهایو واقع شده‌است. هوون ۶٫۸ کیلومتر مربع مساحت و ۵۳۴ نفر جمعیت دارد و ۱۵۵٫۴۵ متر بالاتر از سطح دریا واقع شده‌است.